# Nevěrné hry
Nevěrné hry je debutový celovečerní hraný film české režisérky Michaely Pavlátové z roku 2003.

## Děj
Film vypráví o slovensko-české manželské dvojici Petera s Evou. Eva je klavíristka, která se přestěhovala s Peterem, hudebním skladatelem, do vesnice na slovensko-maďarském pomezí. Peter zde má klid na skládání a plánuje zbudovat hudební studio v domě stojícím na jejich zahradě, Evě se ale stýská po Praze. Pak přijede Mária s dcerou Jankou, které původně chtěly dům po tetě stojící na zahradě Peterovi prodat, ale nyní se najednou rozhodnou zde bydlet, utíkají totiž od otce Janky a nemají kam jít, nevadí jim ani, že v domě neteče voda. Mária si najde ve vesnici práci a přes počáteční nedůvěru se začnou s Evou a Peterem sbližovat. Zato Eva s Peterem si příliš nerozumějí. Eva ve vesnici hraje na svatbách a učí místního kluka hrát na klavír, ráda tudíž odjíždí pryč na své koncerty, či do Prahy ke své sestře. Začne také učit Janku hrát na klavír. Do vesnice za Peterem přijede jeho přítel violoncellista Andrej, pravý opak usazeného Petera (pendluje mezi byty v Praze a Londýně). Eva jej několikrát v Praze navštíví a stráví s ním noc. Na konci se Eva musí rozhodnout jestli dá přednost kariéře v Praze nebo životem s Peterem, Máriou a Jankou na vesnici.

## Obsazení
| Zuzana Stivínová mladší | Eva                      |
| Peter Bebjak            | Peter Szabó              |
| Vladimír Hajdu          | Andrej                   |
| Jana Hubinská           | Mária                    |
| Kristina Svarinská      | Janka                    |
| Ivana Chýlková          | Ivanka                   |
| Peter Gábor             | hudební skladatel Martin |
| Ladislav Konrád         | Imro                     |
| Vojtěch Moravec         | Paľo                     |
| Daniela Bakerová        | Helenka                  |
| Jan Moravec             | zvukař                   |
| Gabriela Škrabáková     |                          |

## Ocenění
Film získal tři nominace na Českého lva v kategoriích ženský herecký výkon v hlavní roli pro Zuzanu Stivínovou, kamera a zvuk.